# 六月初六
六月初六，农历六月第六天。

## 节假日和习俗
在中國傳統文化圈中，一般認為六月初六是夏禹的生日，為天貺節。主要民俗有回娘家、曬蟲蟲等，民俗有云：「六月六，請姑姑。」

## 参看
- 日历
- 六月初四 - 六月初五 - 六月初六 - 六月初七 - 六月初八
- 五月初六 - 六月初六 - 七月初六
- 正月 - 二月 - 三月 - 四月 - 五月 - 六月 - 七月 - 八月 - 九月 - 十月 - 十一月 - 腊月
- 公历6月6日